# Vincent Guérin
Vincent Guérin (Boulogne-Billancourt, 1965. november 22. –) francia válogatott labdarúgó.
A francia válogatott tagjaként részt vett az 1996-os Európa-bajnokságon.

## Gólja a válogatottban
| #  | Dátum               | Helyszín                           | Ellenfél     | Eredmény | Végeredmény | Sorozat              | Jegyzet |
| -- | ------------------- | ---------------------------------- | ------------ | -------- | ----------- | -------------------- | ------- |
| 1. | 1995. szeptember 6. | Stade de l’Abbé-Deschamps, Auxerre | Azerbajdzsán | 3–0      | 10–0        | 1996-os Eb-selejtező | [ 1 ]   |

## Sikerei, díjai
Montpellier
- Francia kupa (1): 1989–90
- Francia ligakupa (1): 1991–92

Paris Saint-Germain
- Kupagyőztesek Európa-kupája (1): 1995–96
- Francia bajnok (1): 1993–94
- Francia kupa (3): 1992–93, 1994–95, 1997–98
- Francia ligakupa (2): 1994–95, 1996–97
- Francia szuperkupa (1): 1995

Franciaország U21
- U21-es Európa-bajnok (1): 1988

Egyéni
- Az év játékosa (Lique 1) (1): 1995
- Az év francia labdarúgója (1): 1995